# Talara violescens
Talara violescens är en fjärilsart som beskrevs av Dyar 1914. Talara violescens ingår i släktet Talara och familjen björnspinnare. Inga underarter finns listade i Catalogue of Life.